# 三宅絹紗
三宅 絹紗（みやけ きぬさ、1995年11月2日 - ）は、日本のフリーアナウンサー。セント・フォース所属。

## 略歴
- 2019年4月1日 - 岩手めんこいテレビにアナウンサー(正社員)として入社。
- 2023年12月31日 - 岩手めんこいテレビを退社。
- 2024年4月 - フリーアナウンサーとして活動。

## 人物
- 趣味はミュージカル鑑賞、バレエ、新体操（得意技はI字バランス）、乗馬、野球観戦[注 1]。

- 乗馬ライセンス5級の資格を所持している[注 2]。

- 高校時代に宝塚音楽学校を受験した経験がある。

## 出演

### 岩手めんこいテレビ時代
- サタデーファンキーズ（番組開始 - 2023年12月23日）
- 山・海・漬
- FNN Live News Days

### フリー転身後
- ワースポ×MLB（2024年3月25日 - NHK BS）